# Лою
Лою, Лухуа (баск. Loiu (офіційна назва), ісп. Lujua) — муніципалітет в Іспанії, у складі автономної спільноти Країна Басків, у провінції Біская. Населення — 2290 осіб (2009).
Муніципалітет розташований на відстані близько 330 км на північ від Мадрида, 5 км на північ від Більбао.
На території муніципалітету розташовані такі населені пункти: (дані про населення за 2009 рік)
- Елочелеррі: 312 осіб
- Лауроета: 485 осіб
- Сангройс: 68 осіб
- Сабалоече: 1425 осіб

## Демографія
Динаміка населення (INE ):

## Галерея зображень

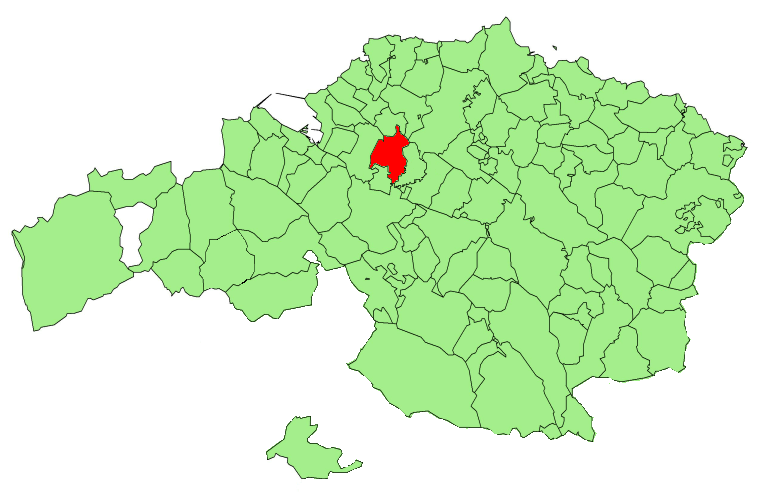
Розташування муніципалітету